# Hipposideros turpis
Hipposideros turpis — є одним з видів кажанів родини Hipposideridae.

## Поширення
Країни поширення: Японія, Таїланд, В'єтнам. Протягом дня цей вид спочиває в печерах, часто великими колоніями до 1000 особин, а вночі харчується в навколишньому лісі великими комахами, такими як жуки. Цей вид використовує й порушений ліс.

## Загрози та охорона
Загалом, втручання людини в місця спочинку є основною загрозою.